# 独立师枪械厂旧址
独立师枪械厂旧址，又名苎园坪暗垅洞，是位于中国福建省宁德市周宁县狮城镇前坪村的一个中国共产党革命遗址，1983年入选周宁县首批文物保护单位。
暗垅洞为一个天然岩洞，1935年—1936年间，中共闽东特委领导下的闽东独立师将枪械厂置于此洞中。洞深7.3米，宽13.3米，高1—4.3米，洞口外则是险峻的断崖。